# 1885
1885 (MDCCCLXXXV) fue un año común comenzado en jueves según el calendario gregoriano.

## Acontecimientos

### Enero
- 1 de enero: en Chile, entran en vigencia las leyes del Matrimonio y de Registro Civil.
- 8 de enero: España y Ecuador firman un Tratado de Paz y Amistad.
- 20 de enero: LaMarcus Adna Thompson patenta la primera montaña rusa.

### Febrero
- 5 de febrero: el Congo se convierte en posesión personal del rey belga Leopoldo II. Comienza el genocidio congoleño.
- 6 de febrero: en Etiopía, Italia invade el enclave etíope de Masaua.
- 7 de febrero: en España se estrena La vida alegre y muerte triste, del dramaturgo José de Echegaray.
- 26 de febrero: Termina la Conferencia de Berlín sobre el Reparto de África entre los países europeos

### Marzo
- 1 de marzo: en Perú se da la Rebelión Indígena de Huaraz

- 4 de marzo: en Estados Unidos, el demócrata Grover Cleveland toma posesión como presidente.

### Mayo
- 2 de mayo: en los Estados Unidos se funda la revista Good Housekeeping.
- 30 de mayo: en la región de Cachemira se registra un fuerte terremoto de 6,8 que deja un saldo de más de 3.000 muertos.

### Julio
- 6 de julio: en Francia, el médico Louis Pasteur inventa la vacuna contra la rabia.
- 20 de julio: en Canadá, el activista Louis Riel es juzgado por traición.

### Agosto
- 2 de agosto: Un terremoto de 7,6 sacude Kirguistán dejando un saldo de 54 muertos.

### Septiembre
- 12 de septiembre: Mayor goleada en Escocia: Arbroath FC gana con una goleada de 36 a 0 al Bon Accord FC

### Octubre
18 de octubre: En Argentina, termina la llamada conquista del desierto con 3200 indígenas muertos.

### Fechas desconocidas
- España: María Cristina de Habsburgo-Lorena en el mes de diciembre jura como reina regente. España invade las islas Carolinas y Palaos.
- En Canadá se construye el ferrocarril transcontinental.
- En Alemania, Gottlieb Wilhelm Daimler crea la primera motocicleta de gasolina.

## Arte y literatura
- 18 de febrero: se publica Las aventuras de Huckleberry Finn, de Mark Twain.
- Henry James: Los bostonianos.
- Émile Zola: Germinal.
- Leopoldo Alas (Clarín): La Regenta (tomo II).
- Henry Rider Haggard: Las minas del rey Salomón.
- Walter Pater: Mario el epicúreo

## Música
- 25 de octubre: en Meiningen (Alemania) se estrena la 4.ª sinfonía, en mi menor, op. 98, compuesta y dirigida por Johannes Brahms, y su última sinfonía.

## Ciencia y tecnología
- Jaime Ferrán y Clua inventa una vacuna contra el cólera (véase: Pandemias de cólera en España).
- Steineger describe por primera vez el zifio de Stejneger (Mesoplodon stejnegeri).
- Steineger describe por primera vez la marsopa de Dall (Phocoenoides dalli).
- 6 de julio: en Francia, Louis Pasteur salva a un niño de morir infectado por la rabia.

## Deportes
- El atacante escocés John Petrie marca 13 goles en una victoria del Arbroath Football Club por 36-0 sobre el Bon Accord en la Copa de Escocia.

## Nacimientos

### Enero
- 11 de enero, Alice Paul, activista feminista estadounidense (f. 1977).
- 16 de enero: Práxedis W. Caballero, militar mexicano (f. 1940).

### Febrero
- 7 de febrero: Sinclair Lewis, novelista estadounidense, premio nobel de literatura en 1930 (f. 1951).
- 11 de febrero: Wenceslao Fernández Flórez, narrador, periodista y humorista español (f. 1964).
- 21 de febrero: Sacha Guitry, actor y comediógrafo francés (f. 1957).

### Marzo
- 6 de marzo: Rosario Bourdón, director de orquesta y violonchelista canadiense (f. 1923).
- 7 de marzo: Stith Thompson, folclorista estadounidense (f. 1976).
- 10 de marzo: Tamara Karsavina, bailarina rusa (f. 1978).
- 19 de marzo: María Collado Romero, periodista y feminista cubana (f. 1968).
- 21 de marzo: Pierre Renoir, actor francés de cine y teatro (f. 1952).

### Abril
- 1 de abril: Enea Navarini, General Italiano (f. 1977).
- 3 de abril: Allan Dwan, cineasta estadounidense (f. 1981).
- 7 de abril: Walther Schwieger, militar alemán (f. 1917).
- 8 de abril: Dimitrios Levidis, compositor griego-francés (f. 1951).
- 12 de abril: Robert Delaunay, pintor francés (f. 1941).
- 13 de abril: Georg Lukacs, filósofo y sociólogo marxista húngaro (f. 1971).
- 16 de abril: Leó Weiner, compositor y profesor húngaro (f. 1960).
- 17 de abril: Isak Dinesen, escritora danesa (f. 1962).

### Mayo
- 3 de mayo: Max Volmer, químico alemán (f. 1965).
- 4 de mayo: Américo Castro, historiador español (f. 1972).
- 5 de mayo: Agustín Pío Barrios, guitarrista clásico y compositor paraguayo(f. 1944).
- 8 de mayo: Thomas B. Costain, periodista y escritor canadiense (f. 1965).
- 10 de mayo: Fritz von Unruh, poeta, novelista y dramaturgo alemán (f. 1970).
- 14 de mayo: Otto Klemperer, director de orquesta y músico alemán (f. 1973).
- 22 de mayo: Giacomo Matteotti, político socialista italiano (f. 1924).

### Junio
- 5 de junio: Carlos Zúñiga Figueroa, pintor hondureño (f. 1964).
- 19 de agosto: Vicente Scaramuzza, pianista italoargentino (f. 1968).
- 25 de junio: Eloy Fariña Núñez, un poeta, narrador, ensayista, dramaturgo y periodista paraguayo (f. 1929).
- 27 de agosto: Guilhermina Suggia, violonchelista portuguesa (f. 1950).
- 28 de agosto: Berthold Viertel, cineasta austríaco.
- 29 de junio: Camille Clifford, actriz de teatro belga, (f. 1971)

### Julio
- 5 de julio: Blas Infante, político español, precursor del nacionalismo andaluz (f. 1936).
- 8 de julio: Ernst Bloch, filósofo alemán (f. 1977).
- 29 de julio: Theda Bara, actriz estadounidense (f. 1955).

### Agosto
- 1 de junio: George de Hevesy, químico húngaro, premio nobel de química en 1943 (f. 1966).

### Septiembre
- 6 de septiembre: Eugenio Noel (Eugenio Muñoz Díaz), escritor español. (f. 1936).
- 11 de septiembre: D. H. Lawrence, novelista y poeta británico (f. 1930).
- 16 de septiembre: Karen Horney, psicoanalista germano-estadounidense (f. 1952).
- 22 de septiembre: Erich Von Stroheim, cineasta estadounidense de origen austríaco (f. 1957).

### Octubre
- 7 de octubre: Niels Bohr, físico danés, premio nobel de física en 1922 (f. 1962).
- 21 de octubre: Egon Wellesz, compositor austriaco (f. 1974).
- 22 de octubre: Giovanni Martinelli, tenor italiano (f. 1969).
- 30 de octubre: Amparo López Jean, galleguista y sufragista española (f. 1942).

### Noviembre
- 9 de noviembre: Aureliano Pertile, tenor italiano (f. 1952).
- 11 de noviembre: George Patton, general estadounidense (f. 1945).
- 30 de noviembre: María Cervantes, pianista, cantante y compositora cubana (f. 1981).

### Diciembre
- 2 de diciembre: George Richards Minot, médico estadounidense, premio nobel de medicina en 1934 (f. 1950).

## Fallecimientos

### Mayo
- 8 de mayo: Pavel Křížkovský, compositor checo (n. 1820).
- 12 de mayo: Ferdinand Hiller, compositor alemán (n. 1811).

### Julio
- 15 de julio: Rosalía de Castro, escritora y poetisa española (n. 1837).
- 23 de julio: Ulysses S. Grant, militar y presidente de Estados Unidos de 1869 a 1877 (n. 1822).

### Agosto
- 8 de agosto: Juan Bautista Thorne, marino y militar argentino de origen estadounidense (n. 1807).
- 11 de agosto: Richard Monckton Milnes, político, poeta y mecenas literario inglés (n. 1809).

### Septiembre
- 6 de septiembre: Narciso Monturiol, inventor, intelectual y político español, inventor del primer submarino tripulado y con motor de combustión (n. 1819).
- 15 de septiembre: Juliusz Zarębski, pianista y compositor polaco (n. 1854).
- 25 de septiembre: Pierre Edmond Boissier, botánico suizo (n. 1810).
- 29 de septiembre: Niceto de Zamacois, escritor e historiador español afincado en México (n. 1820).

### Octubre

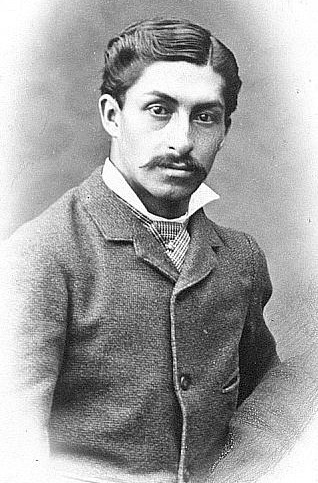
Daniel Carrión

- 5 de octubre: Daniel Alcides Carrión (28), estudiante peruano, mártir de la Medicina (n. 1857).

### Noviembre
- 8 de noviembre: Cesáreo Guillermo y Bastardo, presidente dominicano (n. 1847).
- 25 de noviembre: Nicolás Avellaneda, político argentino, presidente entre 1874 y 1880.
- 25 de noviembre: Alfonso XII, rey español entre 1874 y 1885.

### Diciembre
- 15 de diciembre: Fernando II, rey portugués.
- 28 de diciembre: Adam Crooks, político canadiense (n. 1827).